# ایستگاه مورگیت
ایستگاه مورگیت (انگلیسی: Moorgate station) یکی از ایستگاه‌های راه‌آهن اصلی در شهر لندن است به متروی لندن نیز متصل می‌باشد.
این ایستگاه که در سیتی لندن قرار دارد در سال ۱۸۶۵ تأسیس شده و جزئی از خط شمالی شهر (راه‌آهن انگلستان) و خط سیرکل، خط همرسمیت و سیتی، خط متروپولیتن و خط شمالی متروی لندن (متروی لندن) می‌باشد.

## نگارخانه

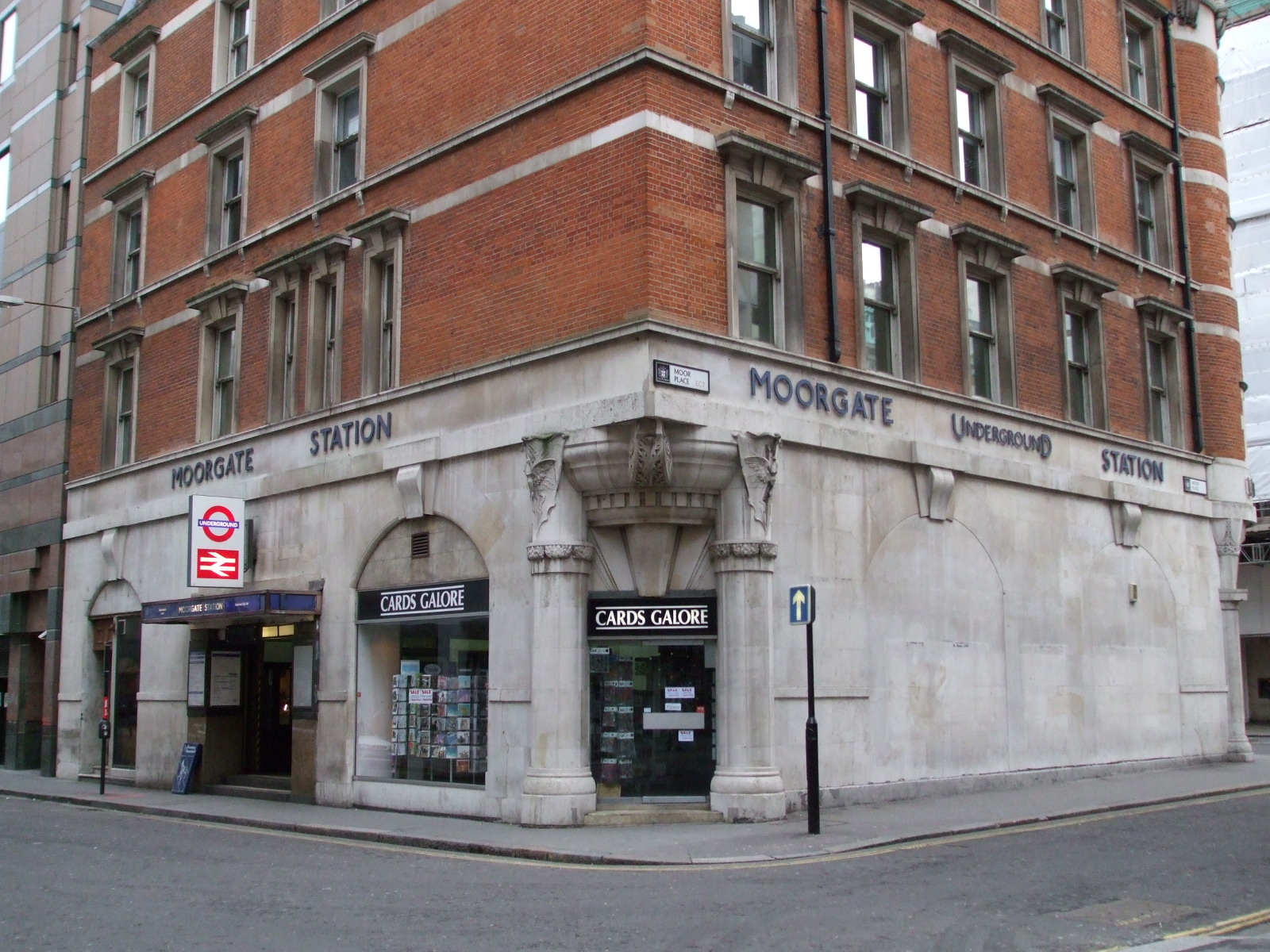
ورودی ایستگاه مورگیت
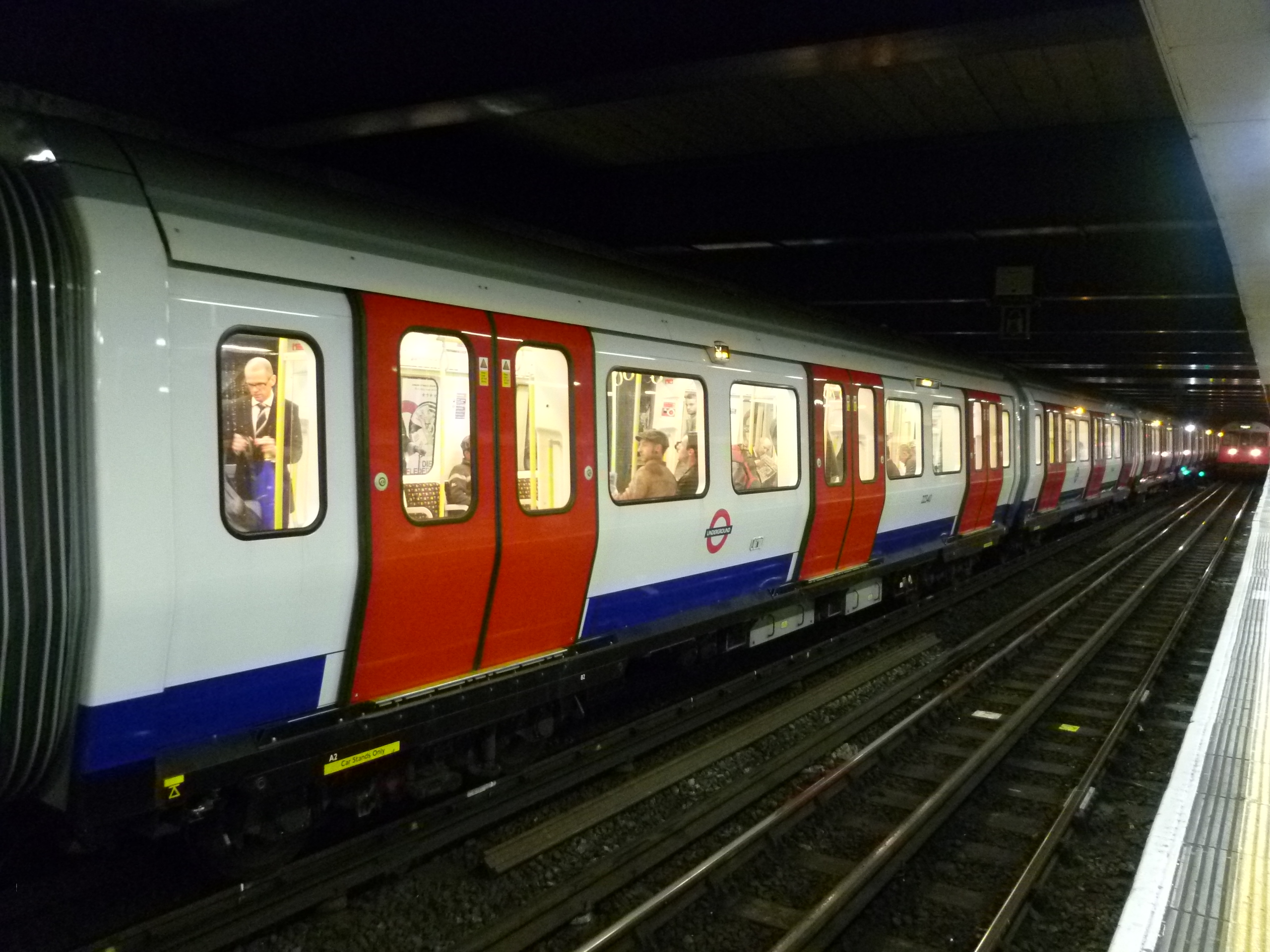
سکو مترو خط سیرکل
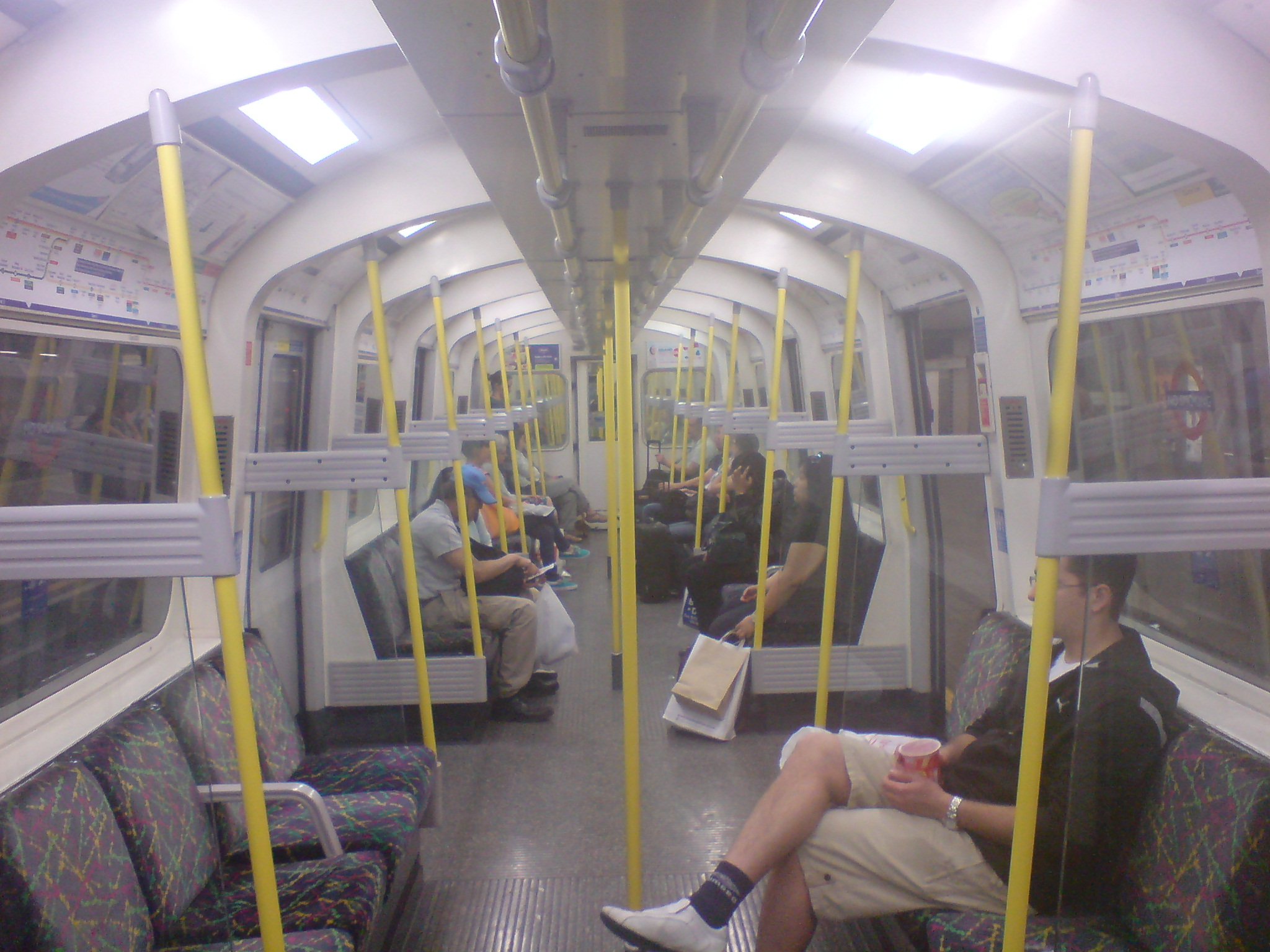
داخل قطار خط سیرکل
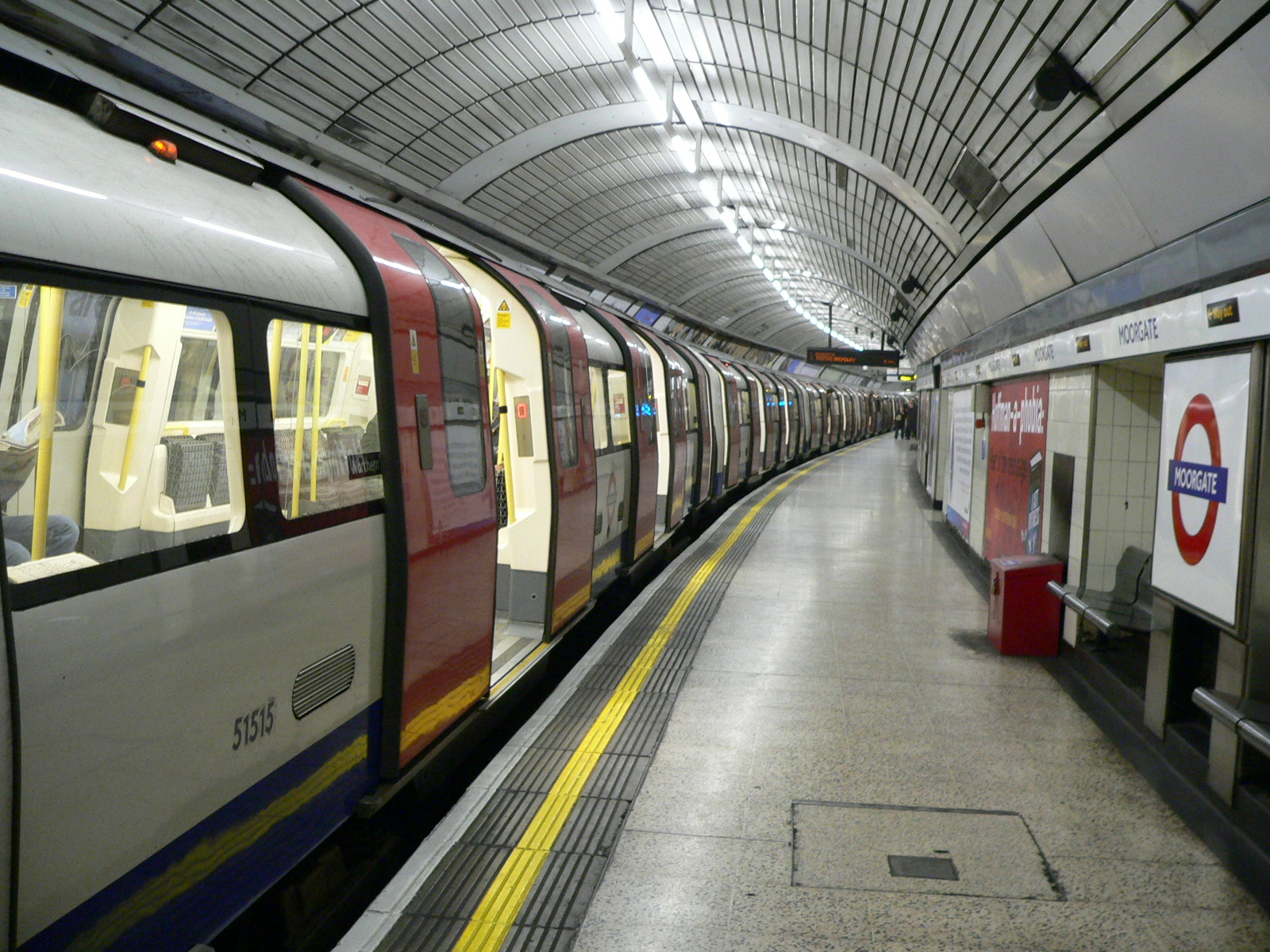
سکو خط شمالی مترو
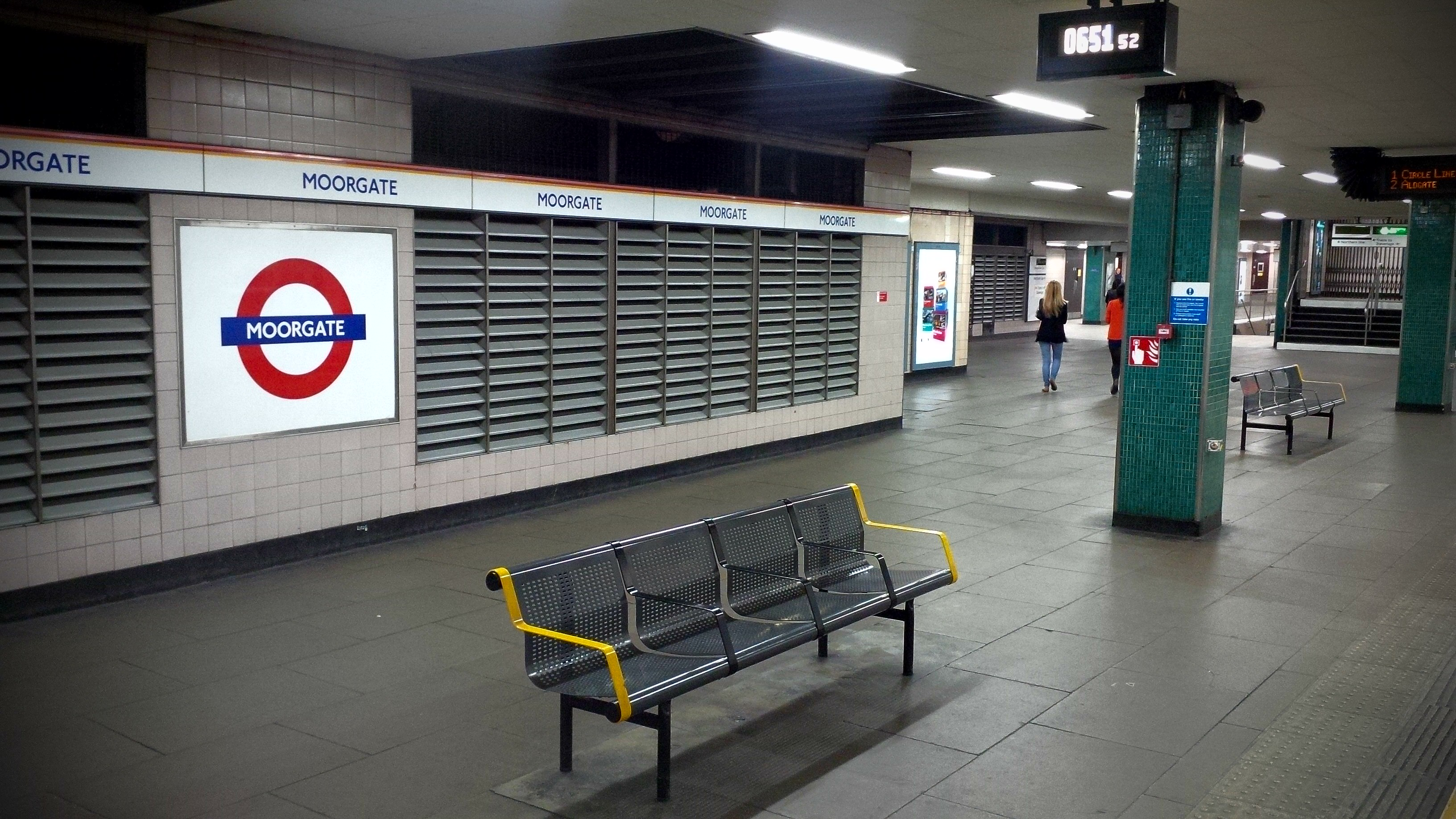
سکو چهار ایستگاه مترو
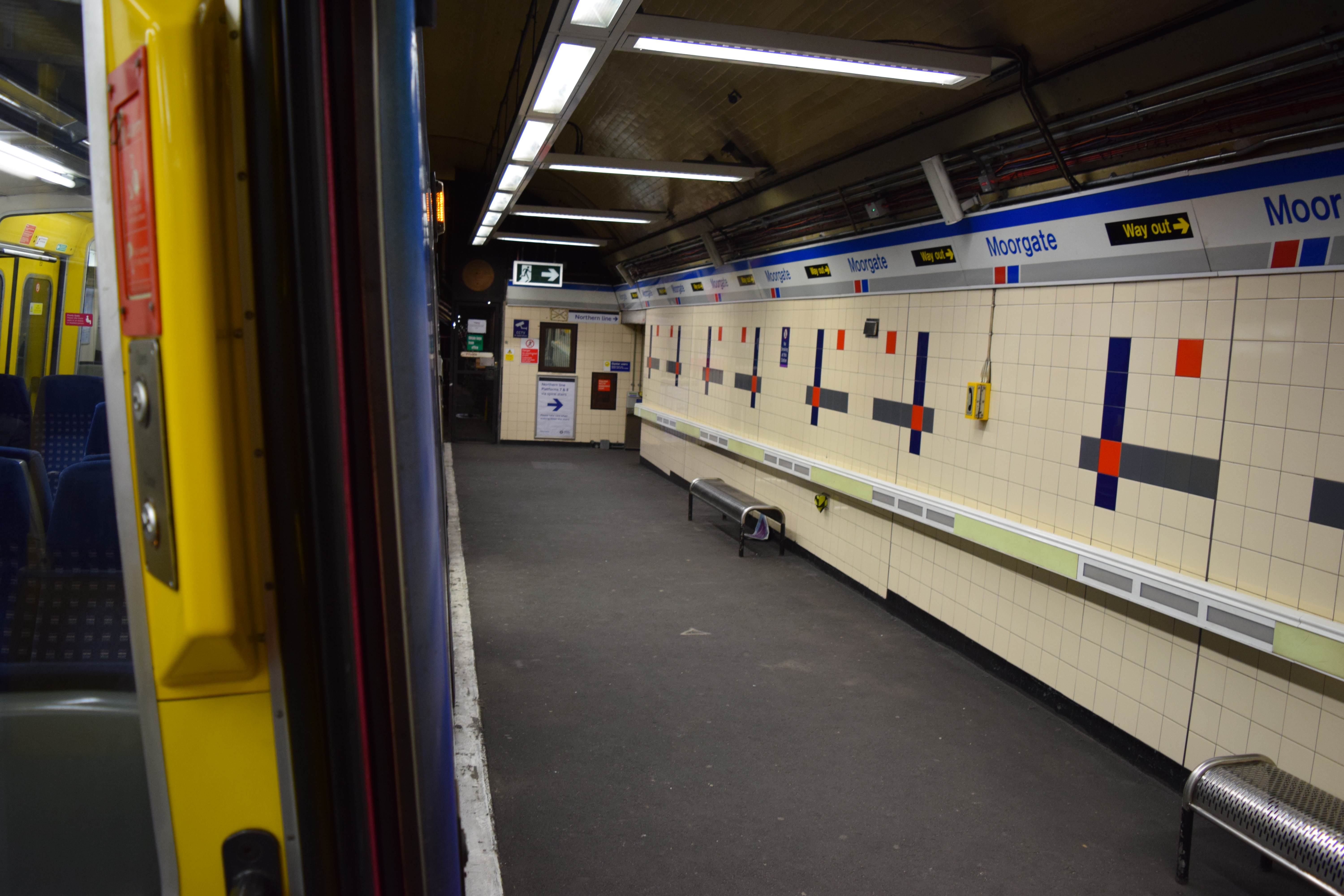
ایستگاه راه‌آهن
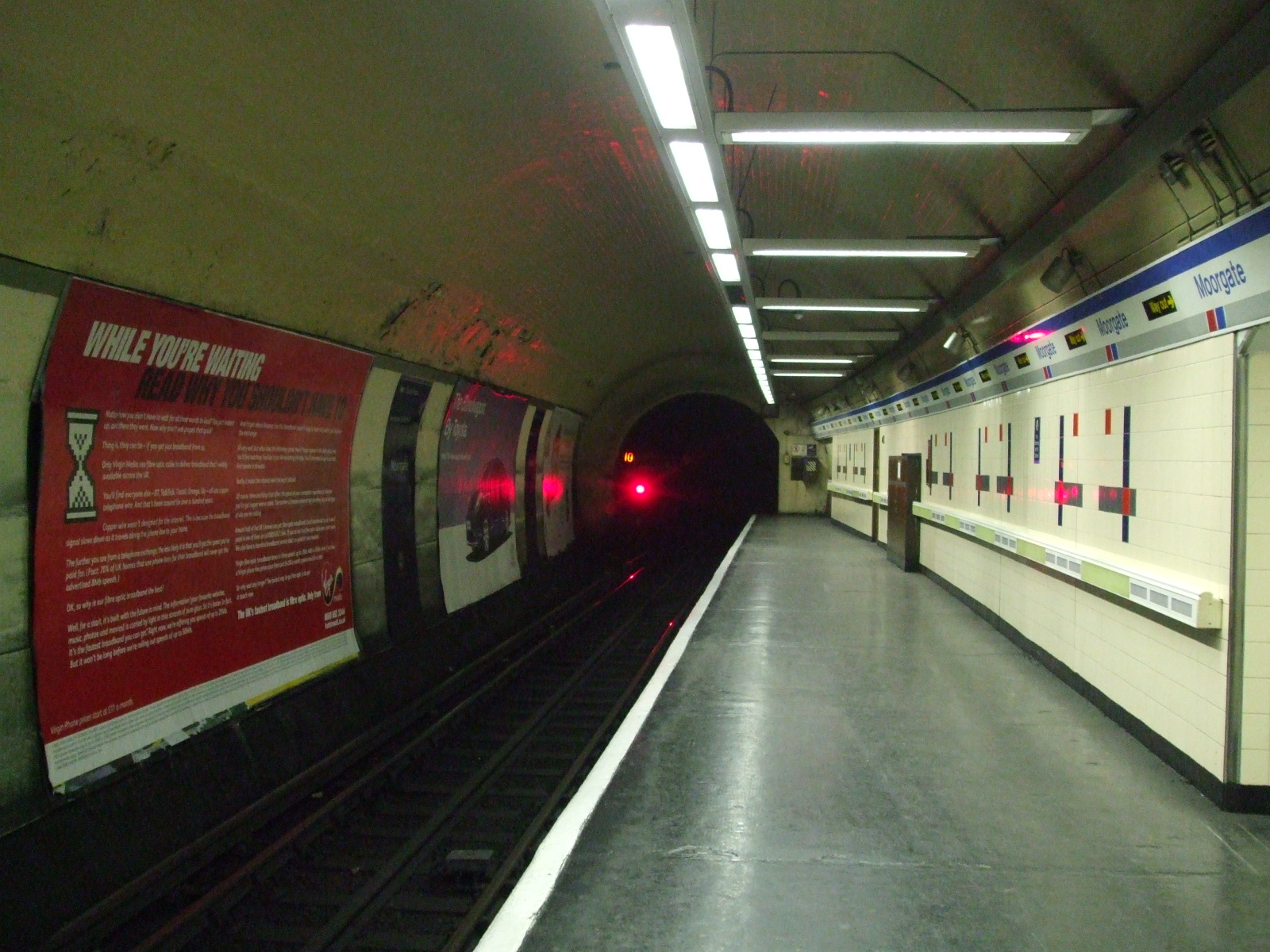
سکو راه‌آهن